# La Manzanilla, Puebla
La Manzanilla är en ort i Mexiko.   Den ligger i kommunen Xochiapulco och delstaten Puebla, i den sydöstra delen av landet, 160 km öster om huvudstaden Mexico City. La Manzanilla ligger 1 856 meter över havet och antalet invånare är 250.
Terrängen runt La Manzanilla är lite bergig. Runt La Manzanilla är det ganska tätbefolkat, med 129 invånare per kvadratkilometer. Närmaste större samhälle är Xochiapulco, 2,8 km sydväst om La Manzanilla. I omgivningarna runt La Manzanilla växer huvudsakligen savannskog.